# Адам Ходиш
Адам Богдан Ходиш (пол. Adam Bogdan Hodysz; 21 жовтня 1940, Варшава) — польський офіцер спецслужб, співробітник Служби безпеки ПНР (СБ) й Управління охорони держави Польщі (UOP). Створив своєрідне антикомуністичне підпілля у гданській комуністичній держбезпеці. Таємно співпрацював з дисидентськими організаціями та профспілкою Солідарність, передавав важливу оперативну інформацію. Був заарештований і засуджений до ув'язнення. Звільнений незадовго до Круглого столу та зміни влади. У 1990-х роках очолював варшавський UOP. Інформація, подана Ходишем, відіграла помітну роль у польській політичній боротьбі початку 1990-х років.

## Ранні роки
Народився у сім'ї власника капелюшного магазину. Батько — корінний варшав'янин, мати родом із Прабути (до 1945 року місто належало Німеччині), була піддана німецькому культурному впливу. Дід за батьківською лінією загинув на польсько-радянській війні. Батька схопили німецькі окупанти під час Варшавського повстання і він зник безвісти (ймовірно, розстріляно). Після Другої світової війни Адам з матір'ю та молодшою сестрою перебралися до Гданська. Мати торгувала з лотка овочами та фруктами, але комуністична влада переслідувала приватну торгівлю. Після її смерті чотирнадцятирічний Адам і тринадцятирічна сестра Ева жили у земляків матері з повернутих територій.
Адам Ходиш закінчив Педагогічний університет у Гданську. Збирався працювати за фахом — викладачем математики. Проте сусідка, пов'язана з органами держбезпеки, рекомендувала йому цю службу як матеріально вигідну: 1200 злотих на місяць й окрему квартиру. Ходиш погодився і вступив до Служби безпеки ПНР. Наступного року він вступив в урядущу компартію ПОРП. Згодом пояснював свої дії відсутністю традиційного сімейного виховання, незнанням про Армію Крайову, впливом комуністичної пропаганди у школі.

## Під час служби
Спочатку Адам Ходиш служив у відділі контррозвідки Служби безпеки гданської міліційної комендатури (начальником відділу був Владислав Пожога). Займався спостереженням за іноземними туристами з метою боротьби з західнонімецьким шпигунством (сам він згодом називав таке завдання для себе парадоксальним через своє походження). Залучався для розслідування студентського мітингу у Гданському політехнічному університеті під час подій 1968 року.
У придушенні робочих протестів 1970—1971 років Адам Ходиш безпосередньої участі не брав, але після цих подій був переведений до слідчого відділу. Тепер у його сфері опинилися дисиденти. Згодом Ходиш розповідав, що тільки у 1970-х роках, за правління Едварда Герека, почав зіставляти партійну пропаганду з реальністю та помічати непристойність. Влада стверджувала, наприклад, що однаково підвищується матеріальний добробут усіх поляків — він знав привілейоване становище офіцерів СБ (зокрема, на власному досвіді).
Переломним для світогляду Адама Ходиша стали 1976—1977 роки — страйковий рух у Варшаві та Радомі, міліційне придушення, створення КОС-КОР, потім KPN, ROPCiO, Вільних профспілок Узбережжя (WZZW). Вивчаючи їхні матеріали, Адам Ходиш дійшов висновку про правоту опозиції.

## Підпілля у держбезпеці
12 грудня 1978 року СБ затримала Александра Халля — активіста ROPCiO та лідера Руху польської молоді. Воєводський комендант міліції полковник Анджеєвський та його заступник із СБ полковник Пашкевич проводили жорсткий репресивний курс. Але, на превеликий подив Халля, черговий офіцер — капітан Ходиш — обмежився формальними записами та звільнив його. Проводячи до дверей, Ходиш сказав Халлю, що сам не згоден з режимом, хотів би приєднатися до боротьби та запропонував таємну зустріч.
Ходишу тоді було 38 років, він мав дружину та п'ятирічну доньку. Він дуже добре заробляв, попереду чекало просування по службі та забезпечена пенсія. За здоровим глуздом він міг бути тільки провокатором. Проте Халль одразу повірив йому.
Александр Халль консультувався з Богданом Борусевичем й Анджеєм Гвяздою. Припускаючи оперативну провокацію, вони все ж вирішили ризикувати і не пожалкували. Зустріч відбулася. Халль став постійним контактом Ходиша — через нього в опозицію поступала оперативна інформація державної безпеки. Значна частина цієї інформації отримував Ходиш не у його слідчому відділі, а внаслідок проникнення в оперативні підрозділи. Особливо важливо було розкриття Ходишем сексота СБ Едвіна Мишку, впроваджений у WZZW — Мишку розкрили, змусили визнати і вигнали. Пізніше Ходиша називали «ангелом-охоронцем опозиції». Кілька разів Ходиш повідомляв Халлю про згадку Лехи Валенси в ділових розмовах між функціонерами СБ. Його підпольна робота в державній безпеці тривала майже шість років.
Я хотів би прямо дивитися в очі своїй дочці. Для цього намагатимусь допомагати вам. Як можу. Адам Ходиш — Александру Халлю
Влітку 1980 року потужний страйковий рух, що почався з Гданської корабельні, змусив керівництво ПОРП й уряд ПНР укласти Серпневі угоди та визнати незалежну профспілку Солідарність. Боротьба проти «Солідарності» стала ключовим завданням СБ. Дисиденти стали широко знаними публічними фігурами, і це ускладнило таємні контакти з Ходишем. Його роль знали лічені одиниці — Халль, Борусевич, Гвязда, кілька найближчих друзів. Але важливість інформації Ходиша значно зросла. Халль, його брат Єжи, їхній знайомий-посередник Ян зустрічалися з Ходишем у лісі під виглядом пікніка або в будинку сестри Ходиша під виглядом уроку німецької (Ева працювала вчителькою). Борусевич називав Ходиша «очима та вухами „Солідарності“».
У нових умовах Адам Ходиш збирався піти з СБ та відкрито вступити до «Солідарності». Але Богдан Борусевич переконав його залишитися в держбезпеці і далі допомагати опозиції — його роль у цьому плані була унікальною та неоціненною. Не зміг Ходиш вступити і до незалежної профспілки міліції — це викликало б серйозні підозри начальства.
12 грудня 1981 року Адам Ходиш повідомив Халлю, що найближчим часом готується введення НП і велика операція з арешту лідерів «Солідарності». Халль передав голові «Солідарності» Валенсі. Але ця інформація не була сприйнята з належною серйозністю. У ніч проти 13 грудня 1981 року ввели воєнний стан, інтерновано тисячі активістів, зокрема десятки членів Всепольської комісії «Солідарності», які перебували у Гданську. Халль і Богдан Борусевич встигли піти у підпілля.
В умовах воєнного стану Адам Ходиш продовжував колишню діяльність у контакті з Борусевичем та Халлем. Вдалося навіть розширити масштаби: Ходиш залучив ще трьох співробітників гданського СБ — референта слідчого відділу Петра Седлинського, майора Вінценти Дембицького, поручника Ришарда Ольшевського. Спільними зусиллями було складено та передано підпільній «Солідарності» список функціонерів СБ у Тримісто, методологічний аналіз оперативних і слідчих прийомів держбезпеки.

## Подальші події
Невдача спіткала Седлинського, коли влітку 1984 року він спробував включити до групи ще одного співробітника — поручника Мацея Роплевського. Той одразу повідомив начальство про підпільну групу в СБ. З Варшави прибула оперативна спецгрупа. Бачачи це, Адам Ходиш на початку вересня подав заяву про звільнення. Але розслідування швидко встановило картину ситуації. 24 жовтня 1984 року Адама Ходиша, який формально ще залишався на службі, заарештувала СБ, його позбавили звання і виключили з ПОРП.
У в'язниці прихильника «Солідарності» Адама Ходиша утримували в одній камері з Гжегожем Пйотровським — убивцею капелана «Солідарності» Єжи Попелушко (Петра Седлинського — з учасником вбивства Вальдемаром Хмелевським). Це було однією з форм психологічного тиску, проте об'єктом виявився скоріше Пйотровський: Ходиш тримався з ним мовчазно та зневажливо, Пйотровський — перелякано.
Доказова база звинувачення вийшла хиткою — окрім свідчень Роплевського та зізнань Седлинського, не знайшлося жодних свідчень зв'язків Ходиша з «Солідарністю» (позначалися професійні навички конспірації). Однак у вересні 1985 року суд Слупська засудив Адама Ходиша до 3 років ув'язнення (Петра Седлинського до 1,5 року). У березні 1986 року Верховний суд ПНР посилив вирок: 6 років Ходишу, 4 роки Седлинському. Ходиш відбував термін у варшавській в'язниці Мокотув, в'язницях Кошаліна та Барчево.

## У спецслужбі нової Польщі
Навесні-влітку 1988 року Нова страйкова хвиля змусила партійно-державне керівництво піти на переговори в Магдаленці та погодитися на Круглий стіл. 30 грудня 1988 року, незадовго до початку засідань Круглого столу Адама Ходиша звільнили. Лех Валенса публічно висловив йому захоплення і подяку «Солідарності».
1989 року Адам Ходиш працював у будівельному кооперативі. Тим часом на виборах 4 червня 1989 року перемогла «Солідарність», незабаром сформували некомуністичний уряд Тадеуша Мазовецького. Міністром внутрішніх справ став представник «Солідарності» Кшиштоф Козловський, СБ розформована. Верховний суд Польщі реабілітував Адама Ходиша.
Новий уряд зіткнувся з дефіцитом кадрів для нової цивільної спецслужби — Управління охорони держави (UOP). У 1990 році Халль і Борусевич переконали Ходиша очолити гданську делегатуру UOP. Водночас міністр Козловський уповноважив Ходиша розглянути та перевірити персональні справи колишніх співробітників СБ.
У травні 1992 року, виконуючи вказівку міністра внутрішніх справ Антонія Мацеревича, дану відповідно до люстраційного законодавства, Адам Ходиш представив у МВС список державних діячів, які раніше співпрацювали з СБ ПНР. У списку значилося ім'я Леха Валенси, на той час президента Польщі під псевдонімом Болек. Ця інформація призвела до урядової кризи та відставки кабінету Яна Ольшевського в ніч проти 5 червня 1992 року. Новий міністр внутрішніх справ Анджей Мільчановський, давній активіст «Солідарності», звільнив майора Ходиша з UOP. Змінив Ходиша на посаді колишній майор СБ Генрик Жабицький, який у ПНР здійснював стеження за Валенсою, а його заступником став колишній капітан СБ Збігнєв Гжегоровський — тепер віддані прихильники Валенси.
Сам президент Валенса, який недавно захоплювався Ходишем, звинуватив його у зраді. Він заявив, що дії, правильні в ПНР, неприпустимі у вільній країні. При цьому Валенса навіть натякнув у тому сенсі, що такого слід було очікувати у світлі дій Ходиша в СБ. Ходиш відповів на це, що боротьба за свободу та незалежність Польщі важливіша за лояльність інституту держбезпеки.
17 квітня 1995 року у гданському будинку на вулиці Війська Польського, де жив Адам Ходиш, стався вибух. Загинули двадцять дві особи. Ходиш залишився живим. Причиною було визначено аварію газифікації. Виникло публіцистичне припущення, ніби вибух був терактом з метою навіть не вбивства Ходиша, а знищення збережених у нього очорнювальних документів. Жодних фактологічних підтверджень ця версія не має і, ймовірно, належить до конспірологічних досліджень.
Лех Валенса зазнав поразки у другому турі президентських виборів 1995 року. 1996 року Адам Ходиш повернувся на службу і знову очолив варшавську делегатуру UOP. Залишався на посаді до 2001 року, після чого вийшов на пенсію у званні підполковника.
Адам ходиш користується в сучасній Польщі пошаною та повагою. Нагороджений кількома орденами — причому у 1999 році його нагороджував президент Квасневський (СДЛС — пост-ПОРП), у 2009 році — президент Качинський, у 2019 році — президент Дуда (обох — Право і справедливість).
Адам Ходиш живе у приватному будинку у Румі (поблизу Гдині), займається садівництвом. У розмовах з журналістами просить не називати при ньому ім'я Болек.